# Bassus dimidiator
Bassus dimidiator är en stekelart som först beskrevs av Christian Gottfried Daniel Nees von Esenbeck 1834.  Bassus dimidiator ingår i släktet Bassus och familjen bracksteklar. Inga underarter finns listade.